# Louis Didier Jousselin
Pour les articles homonymes, voir Jousselin.
Louis Didier Jousselin, né le 1er avril 1776 à Blois et mort le 3 décembre 1858 à Vienne-en-Val (Loiret), est un ingénieur et homme politique français.

## Biographie
Membre de la première promotion de l'École polytechnique (promotion de fondation), initialement nommée école centrale des travaux publics, puis école des ponts et chaussées, il y côtoie notamment l'ingénieur, physicien et mathématicien français Étienne Louis Malus.

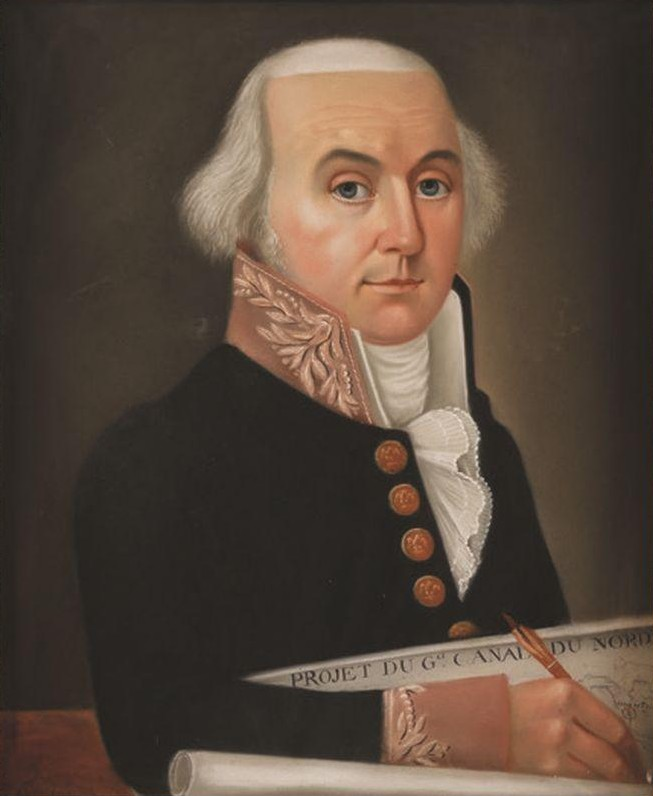
Portrait présumé de Louis Didier Jousselin, avec les plans du grand canal du Nord, vers 1810.

Après des travaux sur le Grand Canal du Nord, à Maastricht, il participe à la défense de Hambourg en 1813 et 1814, sous les ordres de Louis Nicolas Davout. Il fabrique notamment un pont de bois de 6 km en 120 jours, permettant de faire face aux troupes russes.
À l'âge de 39 ans, il est nommé inspecteur divisionnaire du corps des ponts et chaussées en 1815.
Rétrogradé sous la Seconde Restauration, il construit les quais d'Orléans (Fort Alleaume et quai du Roi), protégeant les bas quartiers des inondations.
Muté dans la Nièvre, il étudie le projet de canal latéral à la Loire allant jusqu'à Nantes.
Il exerce la fonction de député du Loiret de 1831 à 1834 puis conseiller général du canton de Jargeau de 1848 à 1852.
Il se retira à Vienne-en-Val où il meurt à l'âge de 82 ans et où il est enterré.

## Hommages
- Son nom figure sur la tour Eiffel
- Chevalier de la Légion d'honneur

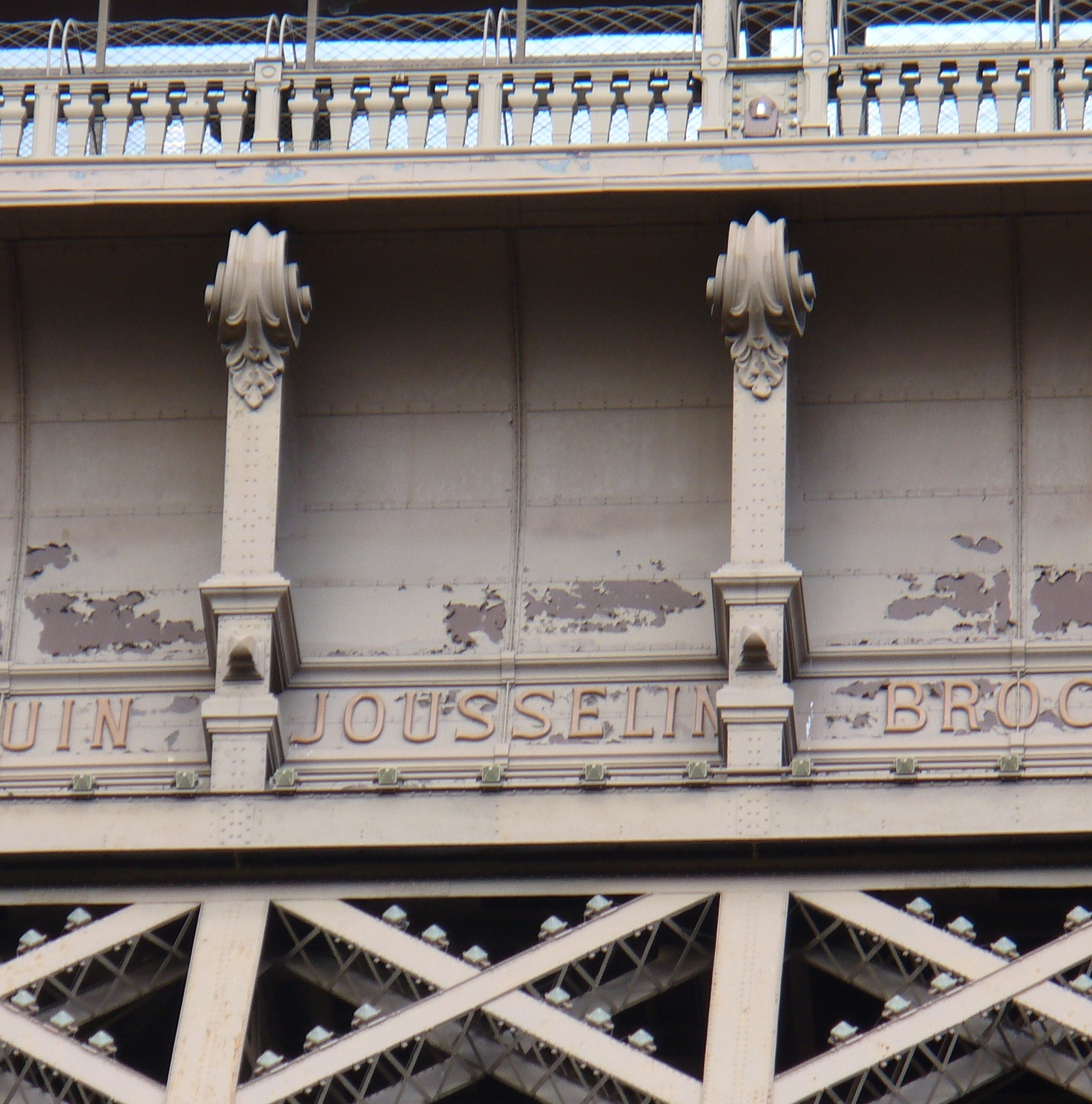
Son nom sur la tour Eiffel.

- Une rue d'Orléans et l'école maternelle de Vienne-en-Val portent son nom

## Sources
- « Louis Didier Jousselin », dans Adolphe Robert et Gaston Cougny, Dictionnaire des parlementaires français, Edgar Bourloton, 1889-1891 [détail de l’édition]